# Jalisco

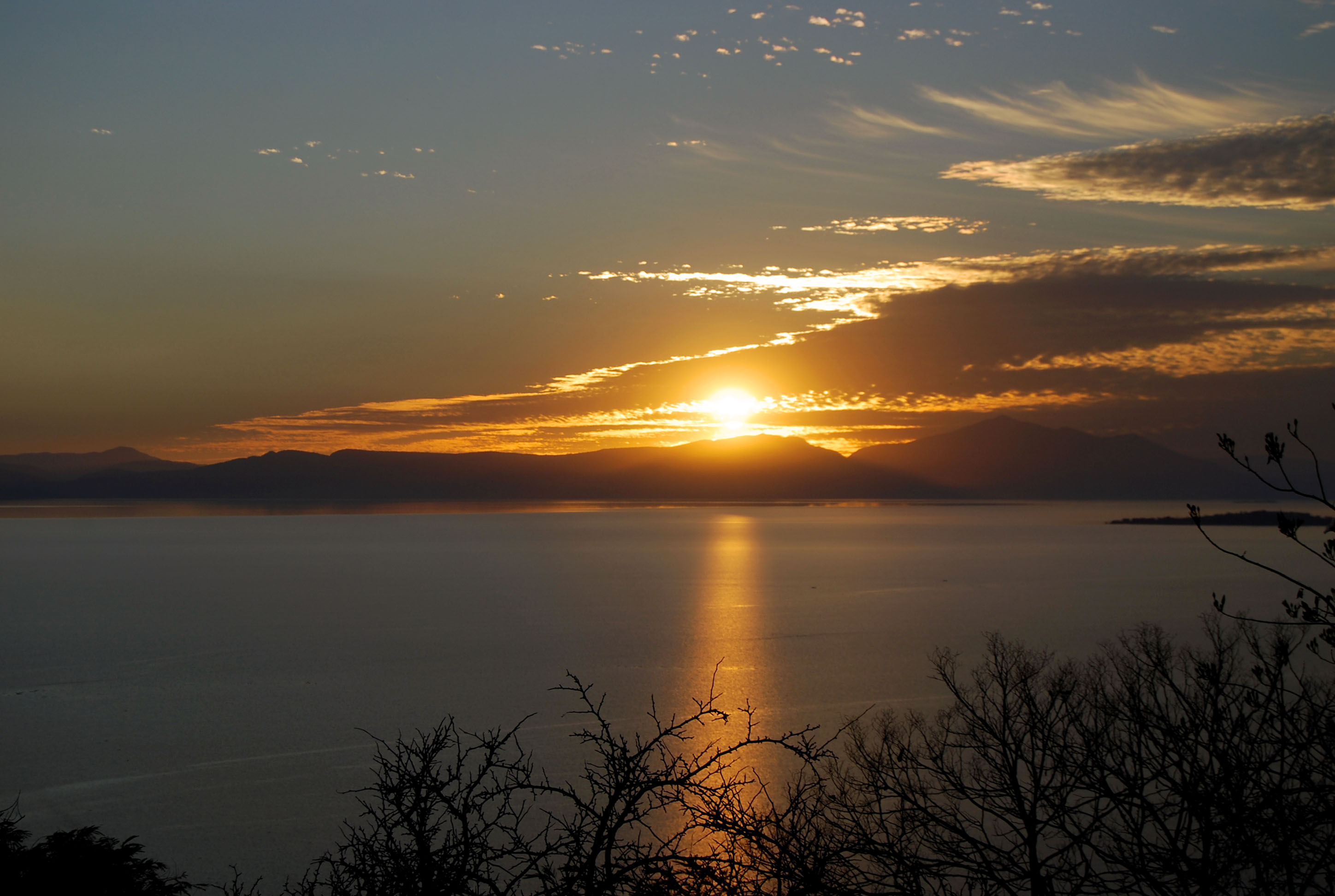
Lago di Chapala

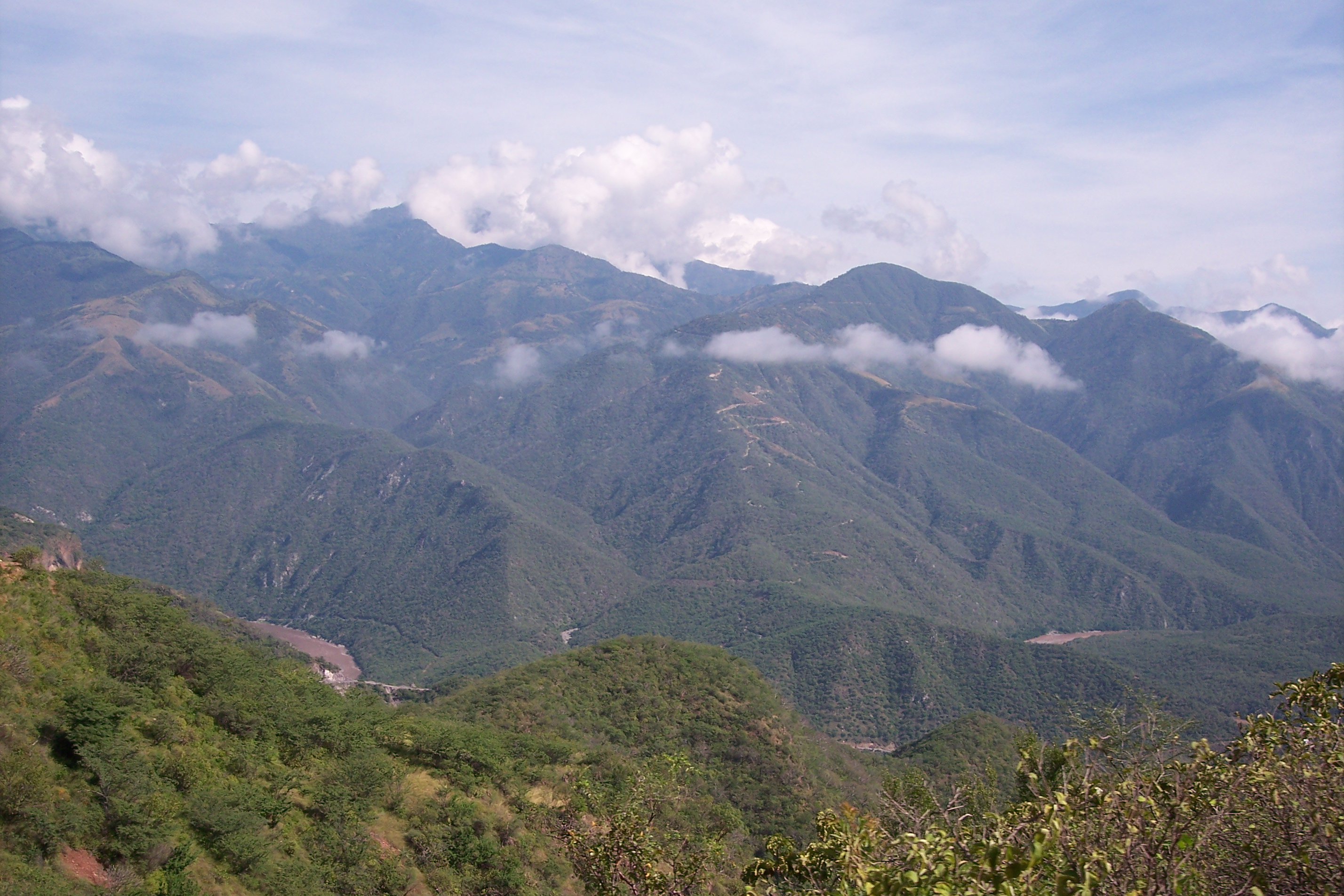
Sierra Madre Occidental

Jalisco è uno stato del Messico situato nella parte occidentale del paese e affacciato sull'oceano Pacifico.
Confina a nord-ovest con lo stato del Nayarit, a nord con Zacatecas e Aguascalientes e a est con gli stati di Michoacán, Guanajuato e Colima. La sua capitale è Guadalajara.
Nell'antichità Jalisco era il nome di uno dei regni della confederazione di Chimalhuacán che intratteneva rapporti amichevoli con gli aztechi. Nel 1539 divenne una provincia della Nuova Spagna con il nome di Nueva Galicia.
L'attrazione principale è la località marina di Puerto Vallarta.

## Etimologia
Il nome proviene dalla combinazione di tre parole náhuatl: xalli, che significa arena, ixtli, faccia o superficie e il suffisso per i luoghi -co, quindi: la superficie dell'arena.
Fino al 1836 Jalisco si scriveva Xalisco, dove il grafema X corrispondeva al fonema /ʃ/ corrisponde al suono sci italiano.

## Storia
La presenza di popolazioni stanziali nell'odierno stato di Jalisco iniziò già nel periodo preclassico e continuò nel periodo classico.

## Società

### Evoluzione demografica
Abitanti censiti (in migliaia)

### Città
| Città                 | Popolazione |
| --------------------- | ----------- |
| Guadalajara           | 1 494 134   |
| Zapopan               | 1 243 538   |
| Tlaquepaque           | 608 187     |
| Tonalá                | 478 981     |
| Tlajomulco de Zúñiga  | 416 552     |
| Puerto Vallarta       | 255 725     |
| Lagos de Moreno       | 153 855     |
| El Salto              | 138 585     |
| Tepatitlán de Morelos | 136 235     |
| Zapotlán el Grande    | 100 519     |
| Ocotlán               | 92 958      |
| Arandas               | 72 885      |
| Tala                  | 69 046      |
| San Juan de los Lagos | 66 279      |
| La Barca              | 64 274      |
| Zapotlanejo           | 63 632      |
| Atotonilco el Alto    | 57 712      |
| Autlán de Navarro     | 59 989      |
| Ameca                 | 57 340      |
| Mascota               | 40 907      |
| Ayotlán               | 38 544      |
| Encarnación de Díaz   | 34 624      |
| Jalostotitlán         | 31 948      |
| San Miguel el Alto    | 31 166      |

### Aree metropolitane
| Zona Metropolitana                          | Municipi                                                                                           | Popolazione |
| ------------------------------------------- | -------------------------------------------------------------------------------------------------- | ----------- |
| Zona Metropolitana di Guadalajara           | - Guadalajara - Zapopan - Tlaquepaque - Tonalá - Tlajomulco - El Salto - Ixtlahuacán - Juanacatlán | 4 434 252   |
| Zona Metropolitana di Puerto Vallarta       | - Puerto Vallarta - Bahía de Banderas (Nayarit)                                                    | 379 934     |
| Zona Metropolitana di Tepatitlan de Morelos | - Tepatitlán de Morelos - Arandas - San Miguel el Alto - San Ignacio Cerro Gordo                   | 288 635     |
| Zona Metropolitana di Ocotlán               | - Ocotlán - Poncitlán                                                                              | 141 365     |
| Zona Metropolitana di Autlán                | - Autlán de Navarro - El Grullo                                                                    | 83 846      |

### Suddivisioni amministrative

Le regioni di Jalisco

Lo stato è composto da 126 comuni e 12 regioni.
- Regíón Norte
- Región Altos Norte
- Región Altos Sur
- Región Ciénega
- Región Sureste
- Región Sur
- Región Sierra de Amula
- Región Costa Sur
- Región Costa Norte
- Región Sierra Occidental
- Región Valles
- Región Centro

| Codice INEGI | Municipio                     | Capoluogo municipale          | Data di creazione | Popolazione (2015) | Area (km²) |
| ------------ | ----------------------------- | ----------------------------- | ----------------- | ------------------ | ---------- |
| 001          | Acatic                        | Acatic                        | 1824              | 21 530             | 339,20     |
| 002          | Acatlán de Juárez             | Acatlán de Juárez             | 1891              | 22 261             | 153,27     |
| 003          | Ahualulco de Mercado          | Ahualulco de Mercado          | 1844              | 23 362             | 274,09     |
| 004          | Amacueca                      | Amacueca                      | 1824              | 5 385              | 125,20     |
| 005          | Amatitán                      | Amatitán                      | 1824              | 15 344             | 173,64     |
| 006          | Ameca                         | Ameca                         | 1824              | 60 951             | 837,81     |
| 007          | San Juanito de Escobedo       | San Juanito de Escobedo       | 1939              | 9 420              | 194,48     |
| 008          | Arandas                       | Arandas                       | 1875              | 77 116             | 1 150,51   |
| 009          | El Arenal                     | El Arenal                     | 1923              | 19 900             | 103,99     |
| 010          | Atemajac de Brizuela          | Atemajac de Brizuela          | 1884              | 6 717              | 355,50     |
| 011          | Atengo                        | Atengo                        | 1918              | 5475               | 441,07     |
| 012          | Atenguillo                    | Atenguillo                    | 1885              | 3 899              | 610,80     |
| 013          | Atotonilco el Alto            | Atotonilco el Alto            | 1824              | 60 480             | 510,97     |
| 014          | Atoyac                        | Atoyac                        | 1824              | 8 264              | 451,17     |
| 015          | Autlán de Navarro             | Autlán de la Grana            | 1824              | 60 572             | 705,94     |
| 016          | Ayotlán                       | Ayotlán                       | 1824              | 37 963             | 431,04     |
| 017          | Ayutla                        | Ayutla                        | 1885              | 12 453             | 883,80     |
| 018          | La Barca                      | La Barca                      | 1824              | 65 055             | 418,21     |
| 019          | Bolaños                       | Bolaños                       | 1885              | 7 341              | 866,75     |
| 020          | Cabo Corrientes               | El Tuito                      | 1944              | 10 303             | 1 540,62   |
| 021          | Casimiro Castillo             | Casimiro Castillo             | 1943              | 21 584             | 522,50     |
| 022          | Cihuatlán                     | Cihuatlán                     | 1904              | 41 300             | 494,91     |
| 023          | Zapotlán el Grande            | Ciudad Guzmán                 | 1824              | 105 423            | 274,15     |
| 024          | Cocula                        | Cocula                        | 1824              | 26 687             | 330,95     |
| 025          | Colotlán                      | Colotlán                      | 1824              | 17 865             | 642,58     |
| 026          | Concepción de Buenos Aires    | Concepción de Buenos Aires    | 1888              | 6 088              | 265,44     |
| 027          | Cuautitlán de García Barragán | Cuautitlán de García Barragán | 1946              | 18 138             | 1 394,30   |
| 028          | Cuautla                       | Cuautla                       | 1888              | 2 120              | 417,21     |
| 029          | Cuquío                        | Cuquío                        | 1824              | 17 980             | 642,53     |
| 030          | Chapala                       | Chapala                       | 1846              | 50 738             | 613,43     |
| 031          | Chimaltitán                   | Chimaltitán                   | 1824              | 3 383              | 656,27     |
| 032          | Chiquilistlán                 | Chiquilistlán                 | 1824              | 6 102              | 297,82     |
| 033          | Degollado                     | Degollado                     | 1861              | 21 479             | 425,01     |
| 034          | Ejutla                        | Ejutla                        | 1875              | 1 862              | 297,37     |
| 035          | Encarnación de Díaz           | Encarnación de Díaz           | 1824              | 53 555             | 1 253,21   |
| 036          | Etzatlán                      | Etzatlán                      | 1844              | 19 847             | 337,99     |
| 037          | El Grullo                     | El Grullo                     | 1912              | 24 312             | 117,20     |
| 038          | Guachinango                   | Guachinango                   | 1885              | 4 184              | 838,93     |
| 039          | Guadalajara                   | Guadalajara                   | 1824              | 1 460 148          | 151,42     |
| 040          | Hostotipaquillo               | Hostotipaquillo               | 1824              | 9 761              | 755,88     |
| 041          | Huejúcar                      | Huejúcar                      | 1861              | 5 633              | 308,91     |
| 042          | Huejuquilla El Alto           | Huejuquilla El Alto           | 1861              | 8 787              | 770,39     |
| 043          | La Huerta                     | La Huerta                     | 1943              | 24 563             | 2 013,67   |
| 044          | Ixtlahuacán de los Membrillos | Ixtlahuacán de los Membrillos | 1824              | 53 045             | 202,39     |
| 045          | Ixtlahuacán del Río           | Ixtlahuacán del Río           | 1824              | 19 070             | 831,17     |
| 046          | Jalostotitlán                 | Jalostotitlán                 | 1824              | 33 777             | 519,97     |
| 047          | Jamay                         | Jamay                         | 1824              | 24 753             | 162,78     |
| 048          | Jesús María                   | Jesús María                   | 1882              | 19 469             | 665,22     |
| 049          | Jilotlán de los Dolores       | Jilotlán de los Dolores       | 1849              | 9 917              | 1 475,18   |
| 050          | Jocotepec                     | Jocotepec                     | 1824              | 46 521             | 334,43     |
| 051          | Juanacatlán                   | Juanacatlán                   | 1943              | 17 955             | 138,31     |
| 052          | Juchitlán                     | Juchitlán                     | 1837              | 5 638              | 246,41     |
| 053          | Lagos de Moreno               | Lagos de Moreno               | 1824              | 164 981            | 2 515,85   |
| 054          | El Limón                      | El Limón                      | 1921              | 5 379              | 114,29     |
| 055          | Magdalena                     | Magdalena                     | 1824              | 22 643             | 293,24     |
| 056          | Santa María del Oro           | Santa María del Oro           | 1938              | 2 028              | 775,00     |
| 057          | La Manzanilla de la Paz       | La Manzanilla de la Paz       | 1909              | 3 688              | 134,69     |
| 058          | Mascota                       | Mascota                       | 1824              | 14 477             | 1 844,27   |
| 059          | Mazamitla                     | Mazamitla                     | 1870              | 13 799             | 288,85     |
| 060          | Mexticacán                    | Mexticacán                    | 1824              | 5 088              | 287,54     |
| 061          | Mezquitic                     | Mezquitic                     | 1880              | 19 452             | 3 360,71   |
| 062          | Mixtlán                       | Mixtlán                       | 1938              | 3 526              | 630,19     |
| 063          | Ocotlán                       | Ocotlán                       | 1824              | 99 461             | 242,46     |
| 064          | Ojuelos de Jalisco            | Ojuelos de Jalisco            | 1862              | 32 357             | 1 156,18   |
| 065          | Pihuamo                       | Pihuamo                       | 1824              | 11 192             | 875,40     |
| 066          | Poncitlán                     | Poncitlán                     | 1824              | 51 944             | 835,86     |
| 067          | Puerto Vallarta               | Puerto Vallarta               | 1918              | 275 640            | 680,41     |
| 068          | Villa Purificación            | Villa Purificación            | 1871              | 10 704             | 1 848,70   |
| 069          | Quitupan                      | Quitupan                      | 1824              | 8 379              | 676,50     |
| 070          | El Salto                      | El Salto                      | 1943              | 183 437            | 87,86      |
| 071          | San Cristóbal de la Barranca  | San Cristóbal de la Barranca  | 1824              |                    |            |
| 072          | San Diego de Alejandría       | San Diego de Alejandría       | 1885              |                    |            |
| 073          | San Juan de los Lagos         | San Juan de los Lagos         | 1824              |                    |            |
| 074          | San Julián                    | San Julián                    | 1912              |                    |            |
| 075          | San Marcos                    | San Marcos                    | 1907              |                    |            |
| 076          | San Martín de Bolaños         | San Martín de Bolaños         | 1824              |                    |            |
| 077          | San Martín de Hidalgo         | San Martín Hidalgo            | 1824              |                    |            |
| 078          | San Miguel el Alto            | San Miguel el Alto            | 1824              |                    |            |
| 079          | Gómez Farías                  | San Sebastián del Sur         | 1869              |                    |            |
| 080          | San Sebastián del Oeste       | San Sebastián del Oeste       |                   |                    |            |
| 081          | Santa María de los Ángeles    | Santa María de los Ángeles    |                   |                    |            |
| 082          | Sayula                        | Sayula                        |                   |                    |            |
| 083          | Tala                          | Tala                          |                   |                    |            |
| 084          | Talpa de Allende              | Talpa de Allende              | 1824              | 15 126             | 1 996,04   |
| 085          | Tamazula de Gordiano          | Tamazula de Gordiano          | 1824              | 38 396             | 1 363,68   |
| 086          | Tapalpa                       | Tapalpa                       | 1825              | 19 506             | 619,48     |
| 087          | Tecalitlán                    | Tecalitlán                    | 1824              | 16 579             | 1 300,59   |
| 088          | Techaluta de Montenegro       | Techaluta de Montenegro       | 1824              | 3 703              | 79,44      |
| 089          | Tecolotlán                    | Tecolotlán                    | 1824              | 17 257             | 765,77     |
| 090          | Tenamaxtlán                   | Tenamaxtlán                   | 1824              | 7 005              | 281,60     |
| 091          | Teocaltiche                   | Teocaltiche                   | 1824              | 41 278             | 933,85     |
| 092          | Teocuitatlán de Corona        | Teocuitatlán de Corona        | 1844              | 10 317             | 335,57     |
| 093          | Tepatitlán de Morelos         | Tepatitlán de Morelos         | 1824              | 141 322            | 1 429,70   |
| 094          | Tequila                       | Tequila                       | 1824              | 42 009             | 1 696,23   |
| 095          | Teuchitlán                    | Teuchitlán                    | 1824              | 9 608              | 219,23     |
| 096          | Tizapán el Alto               | Tizapán el Alto               | 1824              | 20 961             | 193,56     |
| 097          | Tlajomulco de Zúñiga          | Tlajomulco de Zúñiga          | 1824              | 549 442            | 713,95     |
| 098          | Tlaquepaque                   | Tlaquepaque                   | 1824              | 664 193            | 110,44     |
| 099          | Tolimán                       | Tolimán                       | 1895              | 10 310             | 512,18     |
| 100          | Tomatlán                      | Tomatlán                      | 1824              | 35 824             | 3 014,14   |
| 101          | Tonalá                        | Tonalá                        | 1824              | 536 111            | 166,10     |
| 102          | Tonaya                        | Tonaya                        | 1824              | 5 960              | 293,89     |
| 103          | Tonila                        | Tonila                        | 1824              | 7 919              | 145,28     |
| 104          | Totatiche                     | Totatiche                     | 1861              | 4 412              | 587,44     |
| 105          | Tototlán                      | Tototlán                      | 1824              | 23 171             | 337,07     |
| 106          | Tuxcacuesco                   | Tuxcacuesco                   | 1824              | 4 229              | 428,82     |
| 107          | Tuxcueca                      | Tuxcueca                      | 1886              | 6 156              | 137,77     |
| 108          | Tuxpan                        | Tuxpan                        | 1825              | 34 535             | 725,50     |
| 109          | Unión de San Antonio          | Unión de San Antonio          | 1824              | 17 915             | 729,31     |
| 110          | Unión de Tula                 | Unión de Tula                 | 1824              | 13 446             | 443,61     |
| 111          | Valle de Guadalupe            | Valle de Guadalupe            | 1922              | 6 924              | 351,71     |
| 112          | Valle de Juárez               | Valle de Juárez               | 1895              | 5 389              | 195,63     |
| 113          | San Gabriel                   | San Gabriel                   | 1845              | 16 105             | 747,45     |
| 114          | Villa Corona                  | Villa Corona                  | 1918              | 17 824             | 318,02     |
| 115          | Villa Guerrero                | Villa Guerrero                | 1921              | 5 417              | 673,35     |
| 116          | Villa Hidalgo                 | Villa Hidalgo                 | 1869              | 20 257             | 451,96     |
| 117          | Cañadas de Obregón            | Cañadas de Obregón            | 1903              | 4 110              | 272,28     |
| 118          | Yahualica de González Gallo   | Yahualica de González Gallo   | 1824              | 22 586             | 563,43     |
| 119          | Zacoalco de Torres            | Zacoalco de Torres            | 1824              | 28 205             | 479,81     |
| 120          | Zapopan                       | Zapopan                       | 1824              | 1 332 272          | 1 163,63   |
| 121          | Zapotiltic                    | Zapotiltic                    | 1824              | 29 190             | 252,83     |
| 122          | Zapotitlán de Vadillo         | Zapotitlán de Vadillo         | 1886              | 7 027              | 305,83     |
| 123          | Zapotlán del Rey              | Zapotlán del Rey              | 1913              | 17 893             | 399,81     |
| 124          | Zapotlanejo                   | Zapotlanejo                   | 1824              | 68 519             | 719,46     |
| 125          | San Ignacio Cerro Gordo       | San Ignacio Cerro Gordo       | 2005              | 18 952             | 262,27     |

## Società

### Monumenti storici
- Teuchitlán

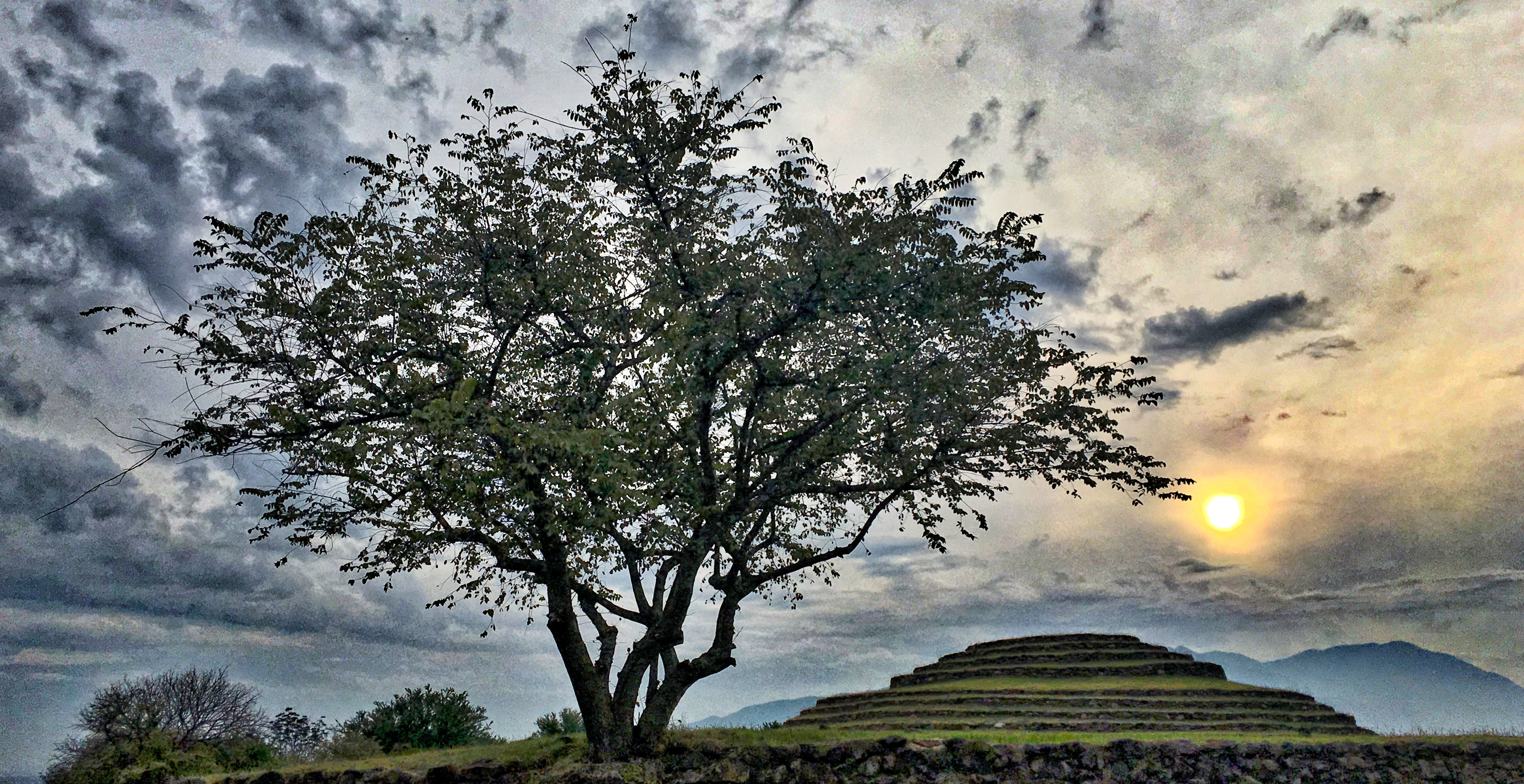
Il sito archeologico di Guachimontones, vicino a Teuchitlán

- Lagos de Moreno

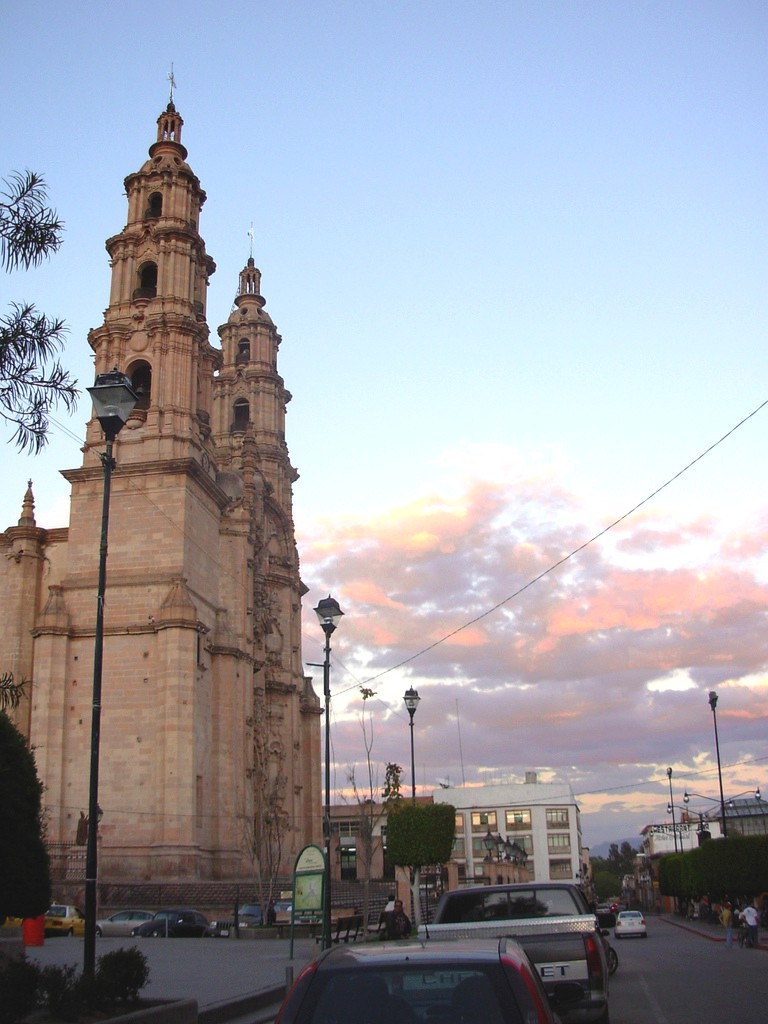
Parrocchia di Nostra Signora dell'Assunzione, Lagos de Moreno
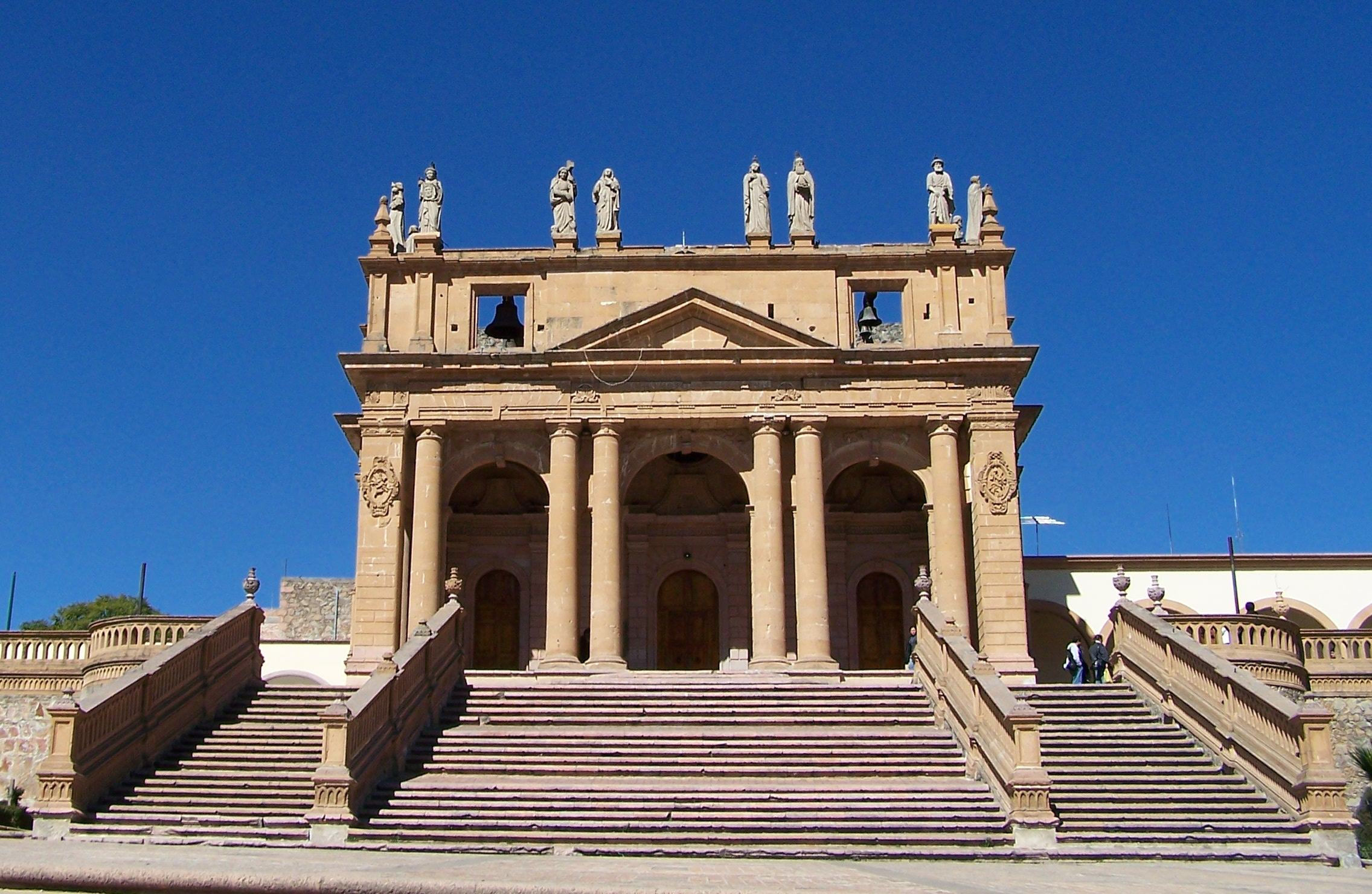
Il Calvario, Lagos de Moreno
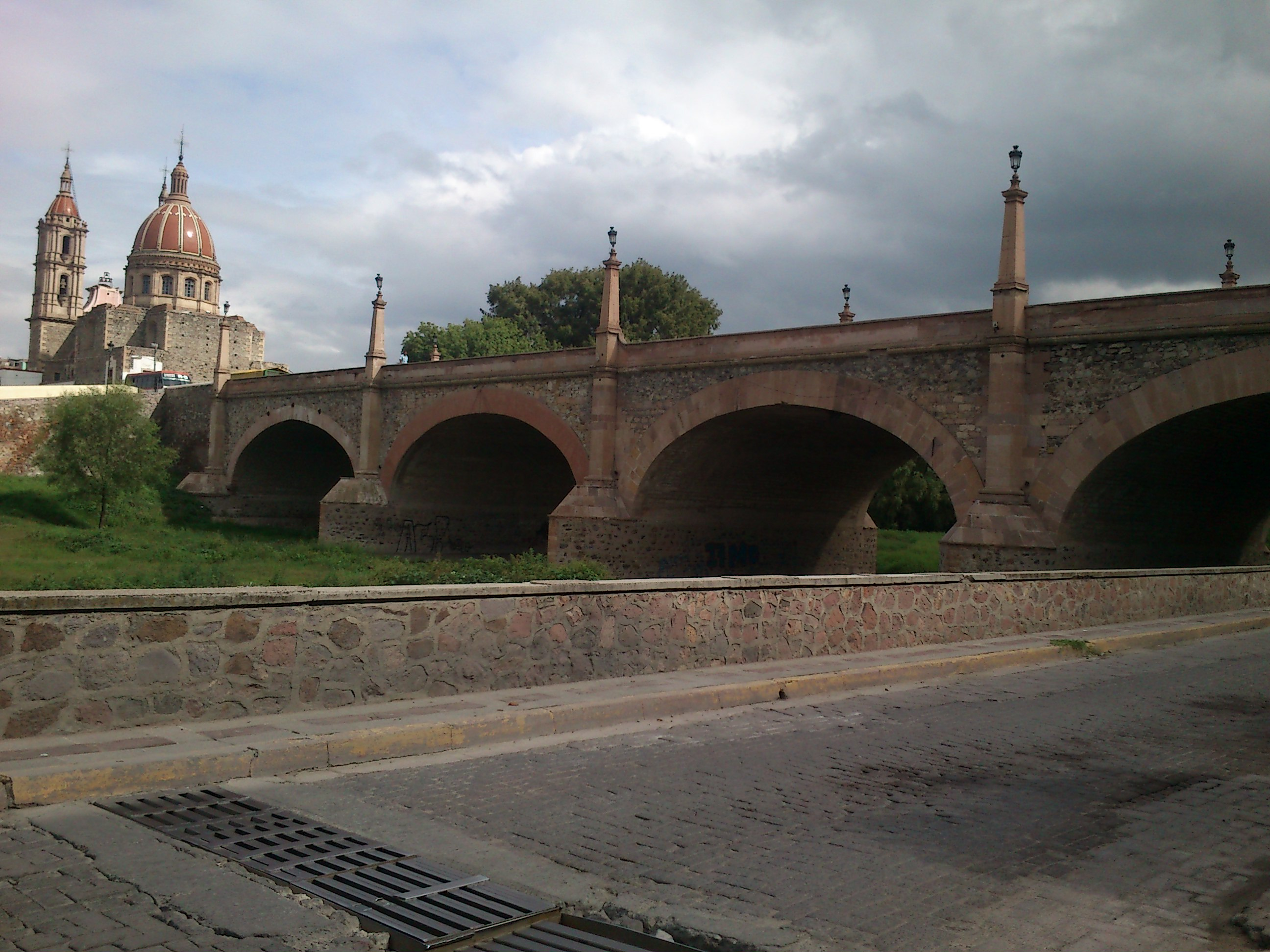
Ponte do Lagos e parrocchia della Luce
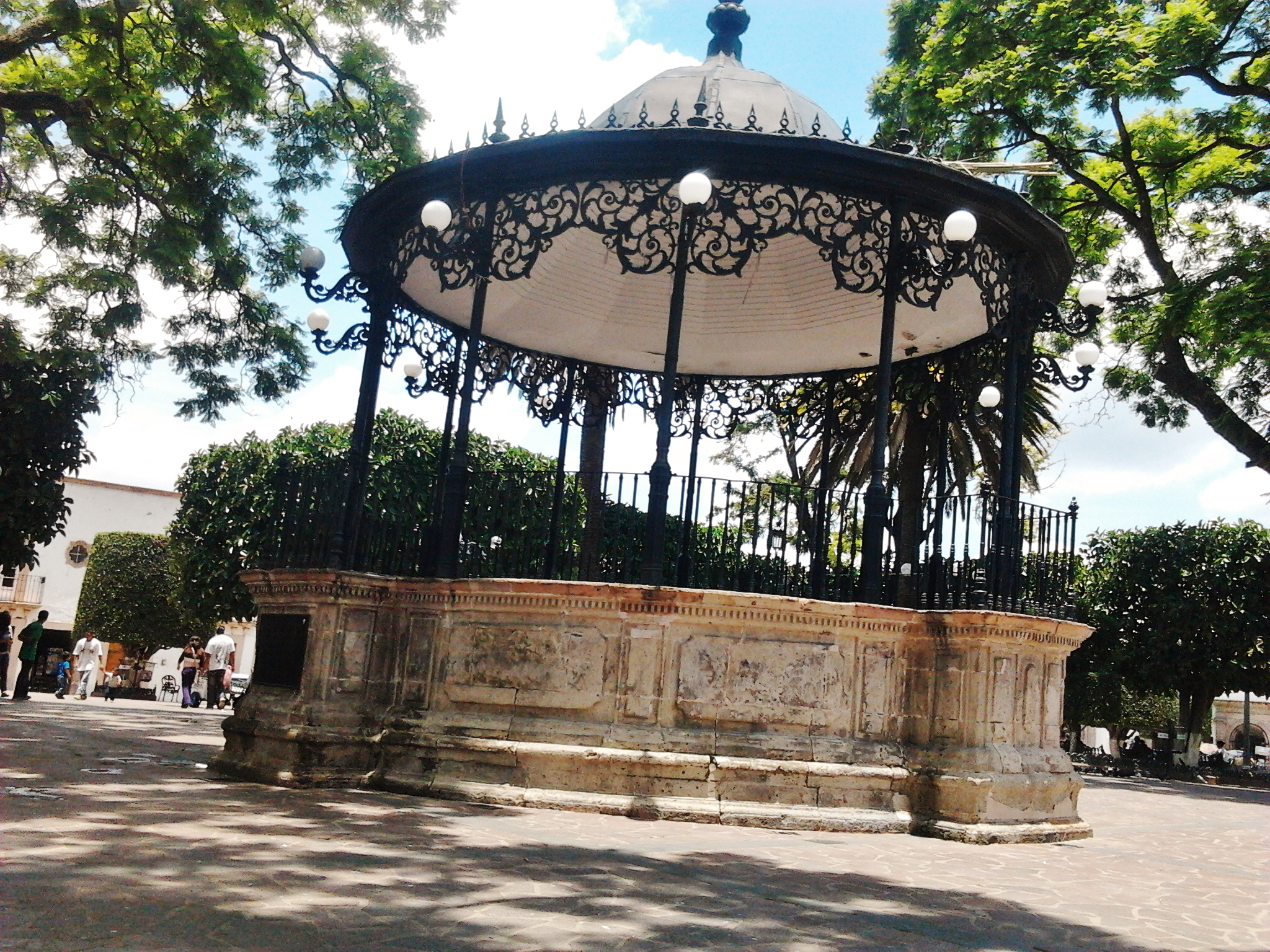
Chiosco dello Giardino dei Costituenti
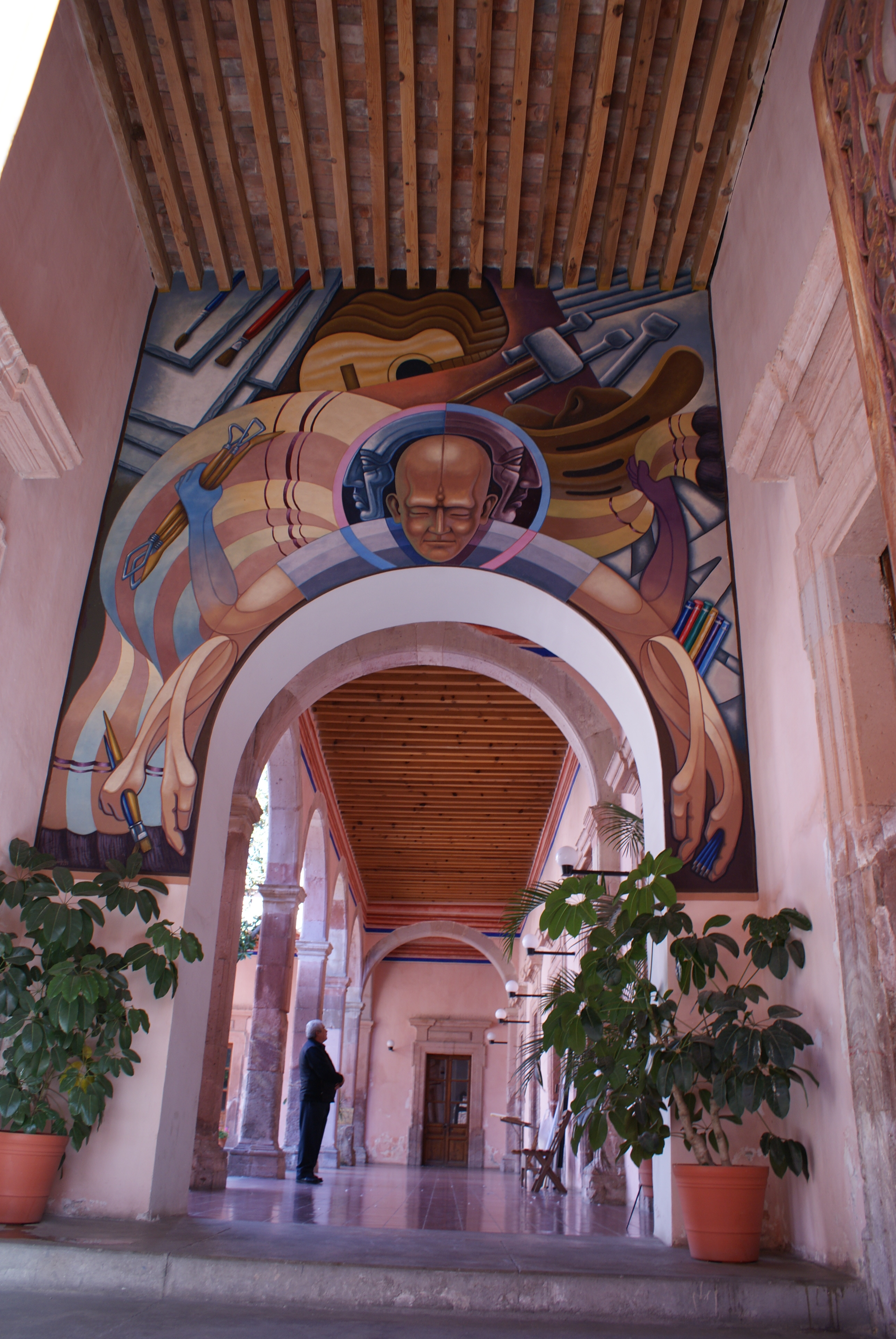
Scuola di Arti e Mestieri di Lagos de Moreno

- San Miguel el Alto

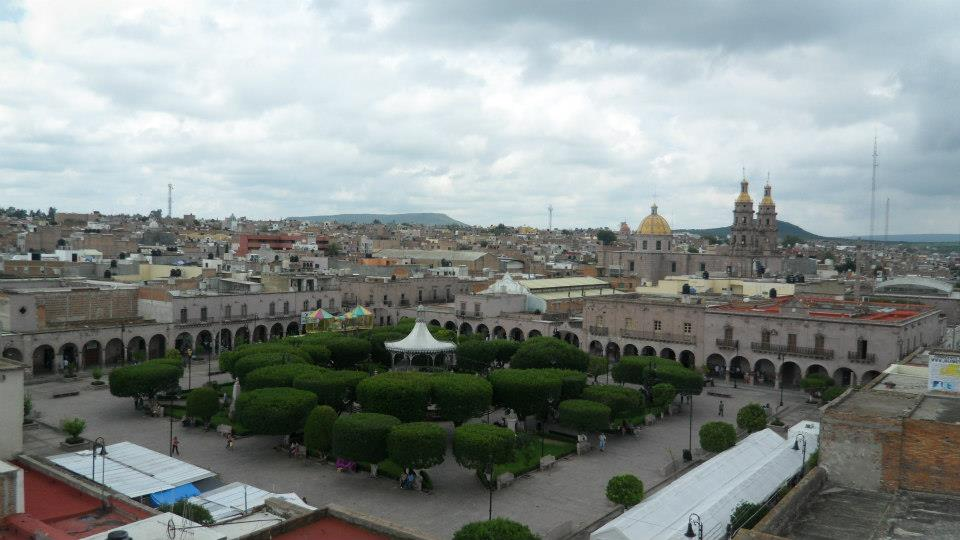
Centro storico di San Miguel el Alto, Patrimonio Nazionale
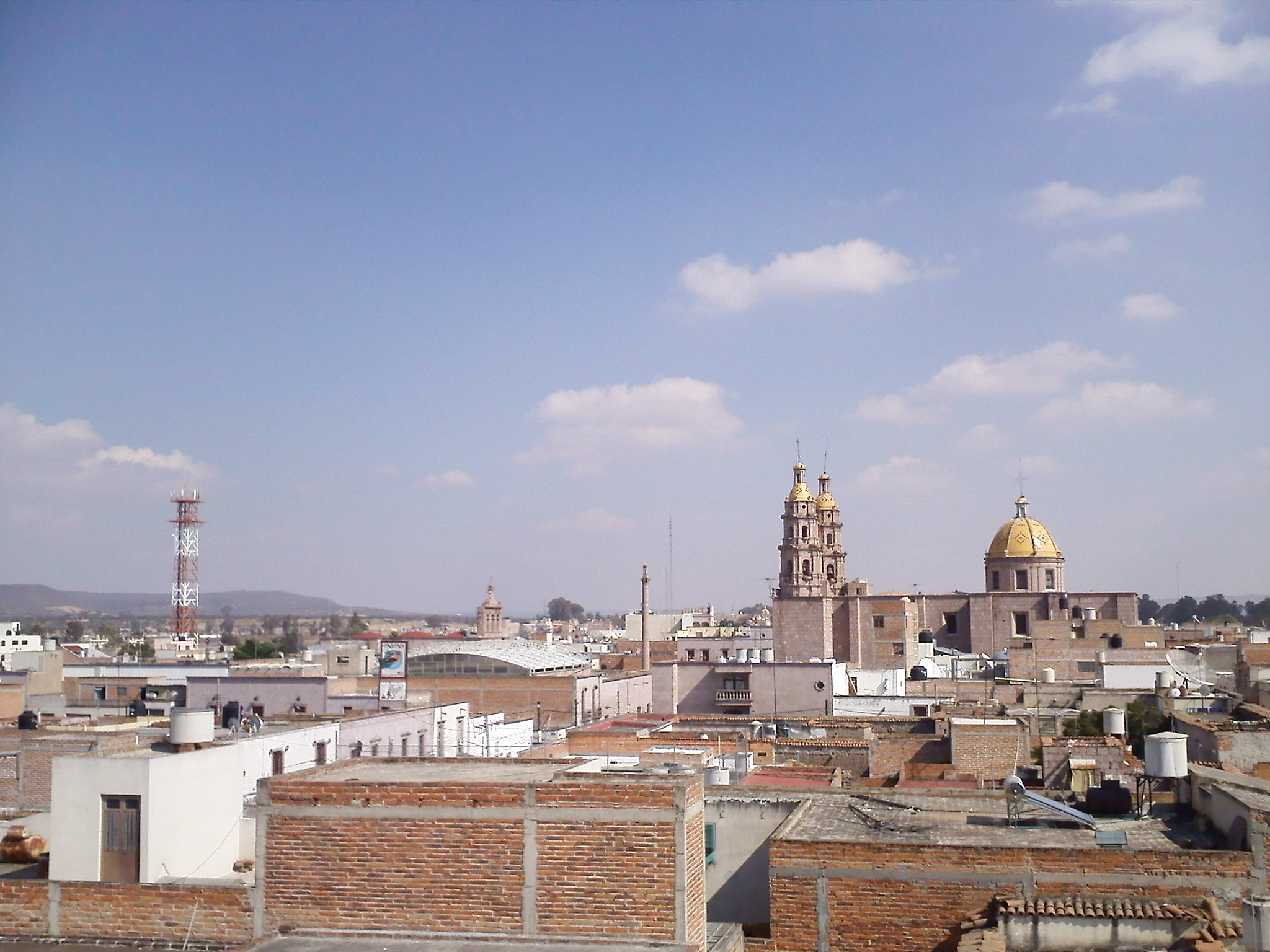
Veduta di San Miguel el Alto
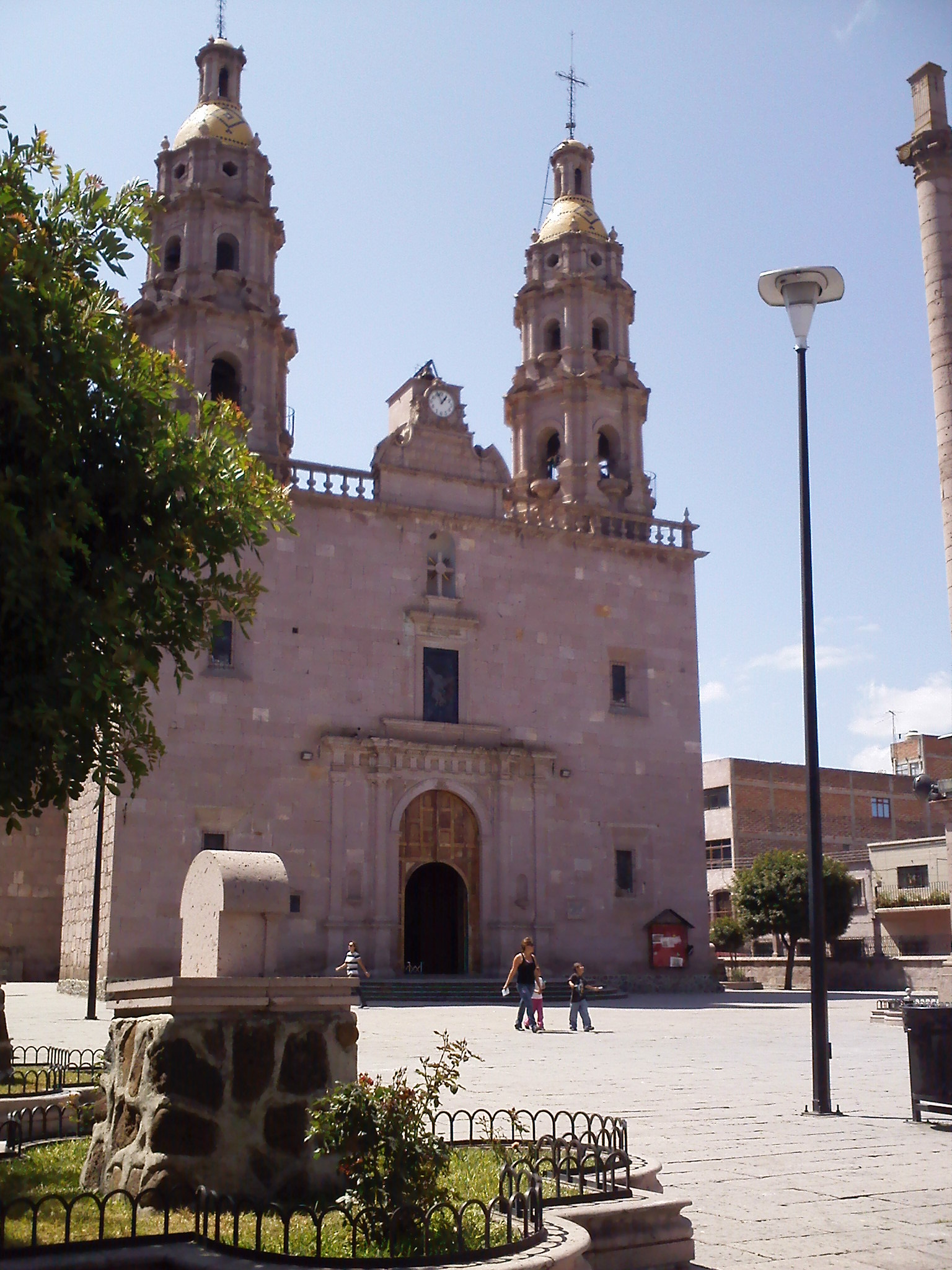
Parrocchia di San Michele Arcangelo di San Miguel el Alto, Patrimonio storico della Nazione.
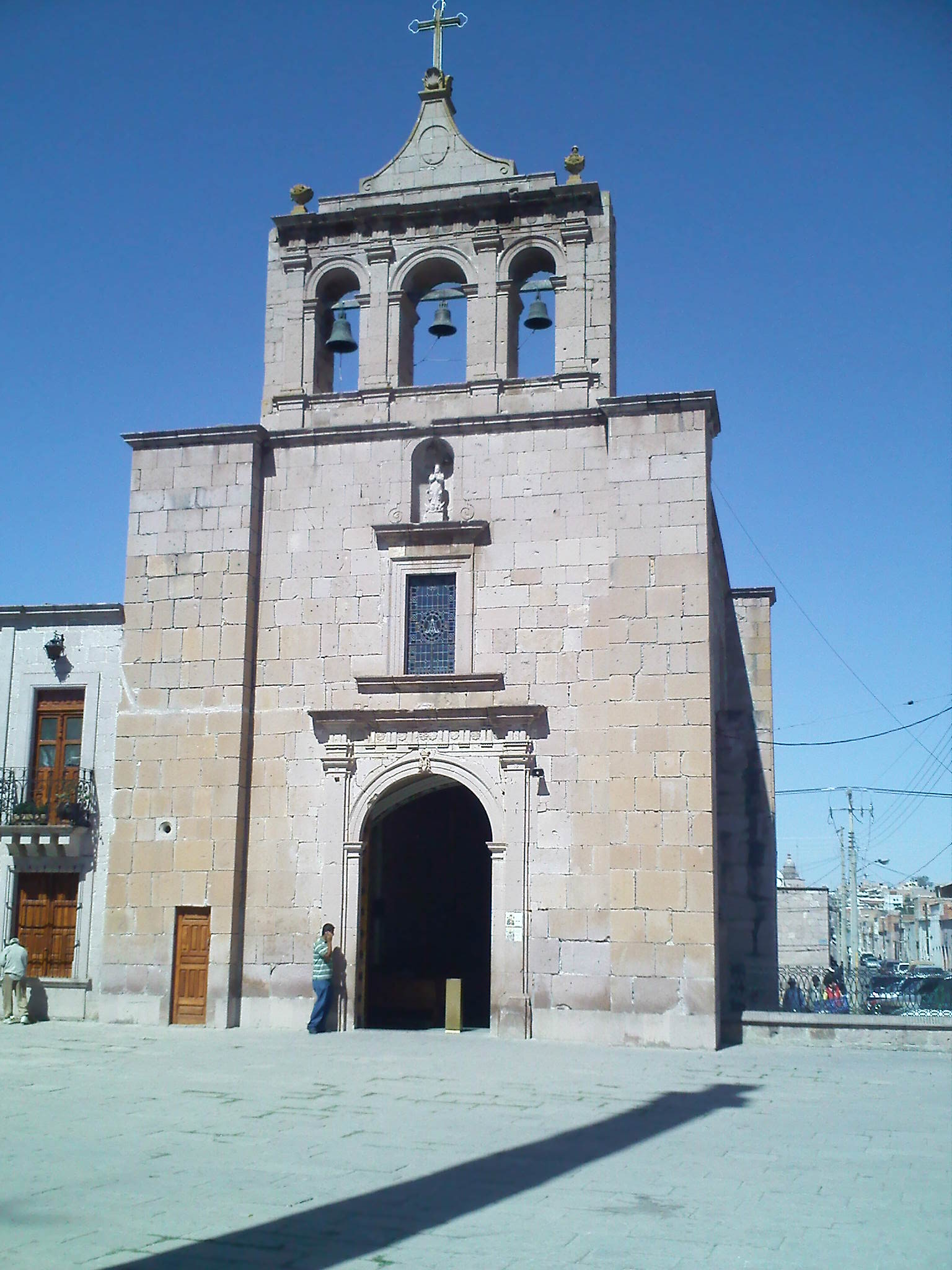
Santuario della Purissima a San Miguel el Alto
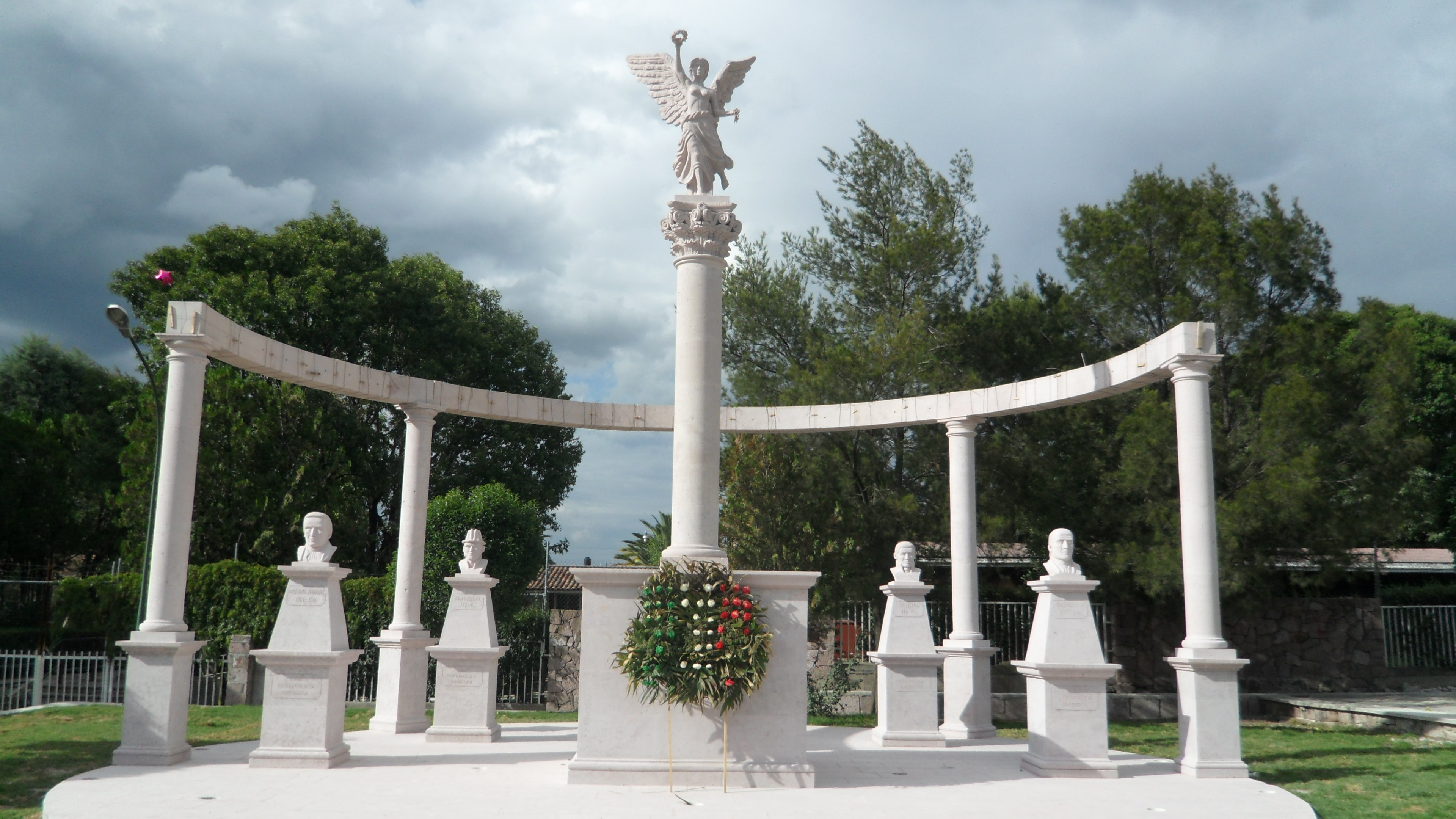
Rotonda del Bicentenario a San Miguel el Alto
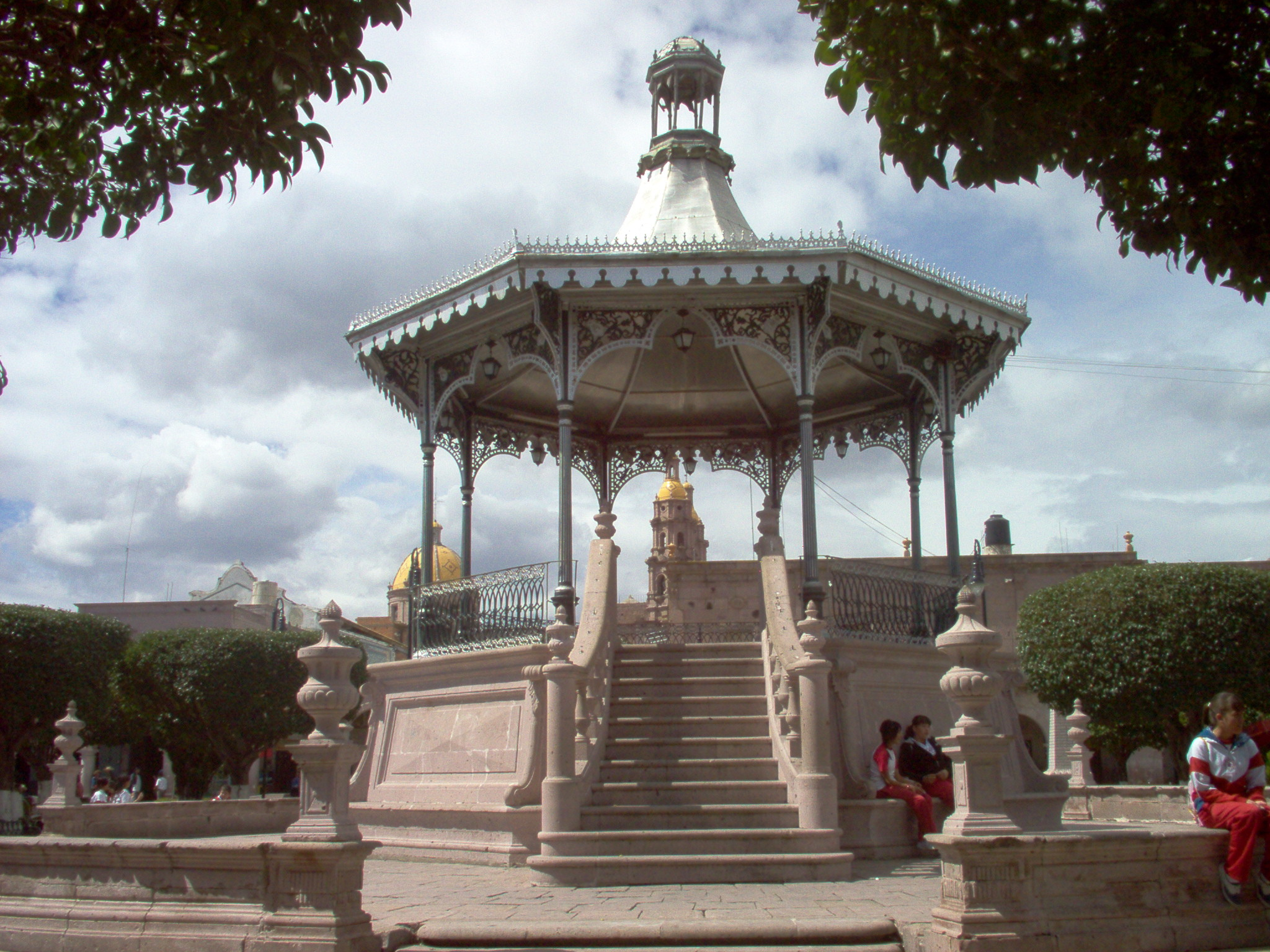
Chiosco del Centenario della Plaza de Armas di San Miguel el Alto

- Guadalajara

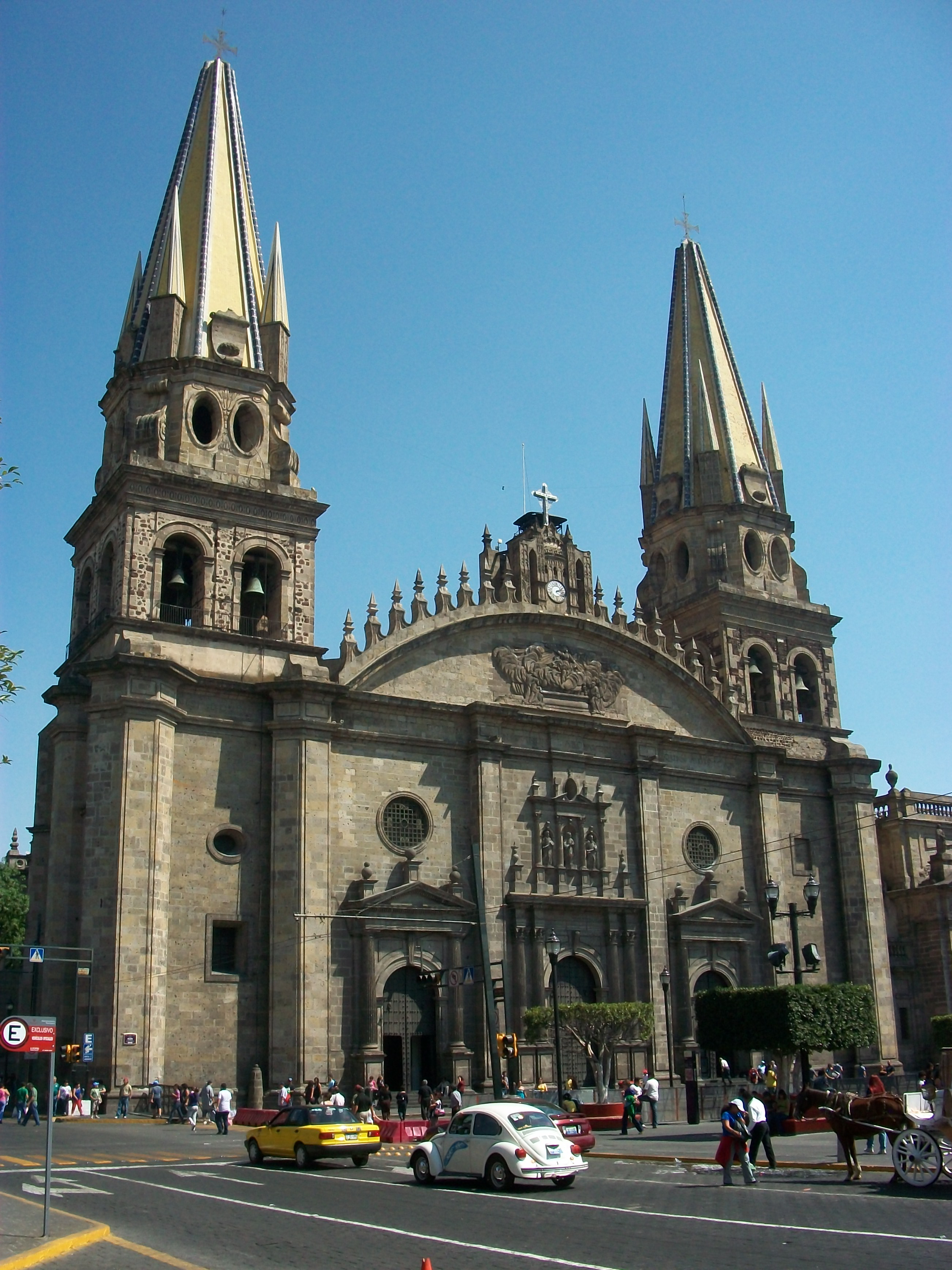
Cattedrale di Guadalajara, Patrimonio dell'Umanità
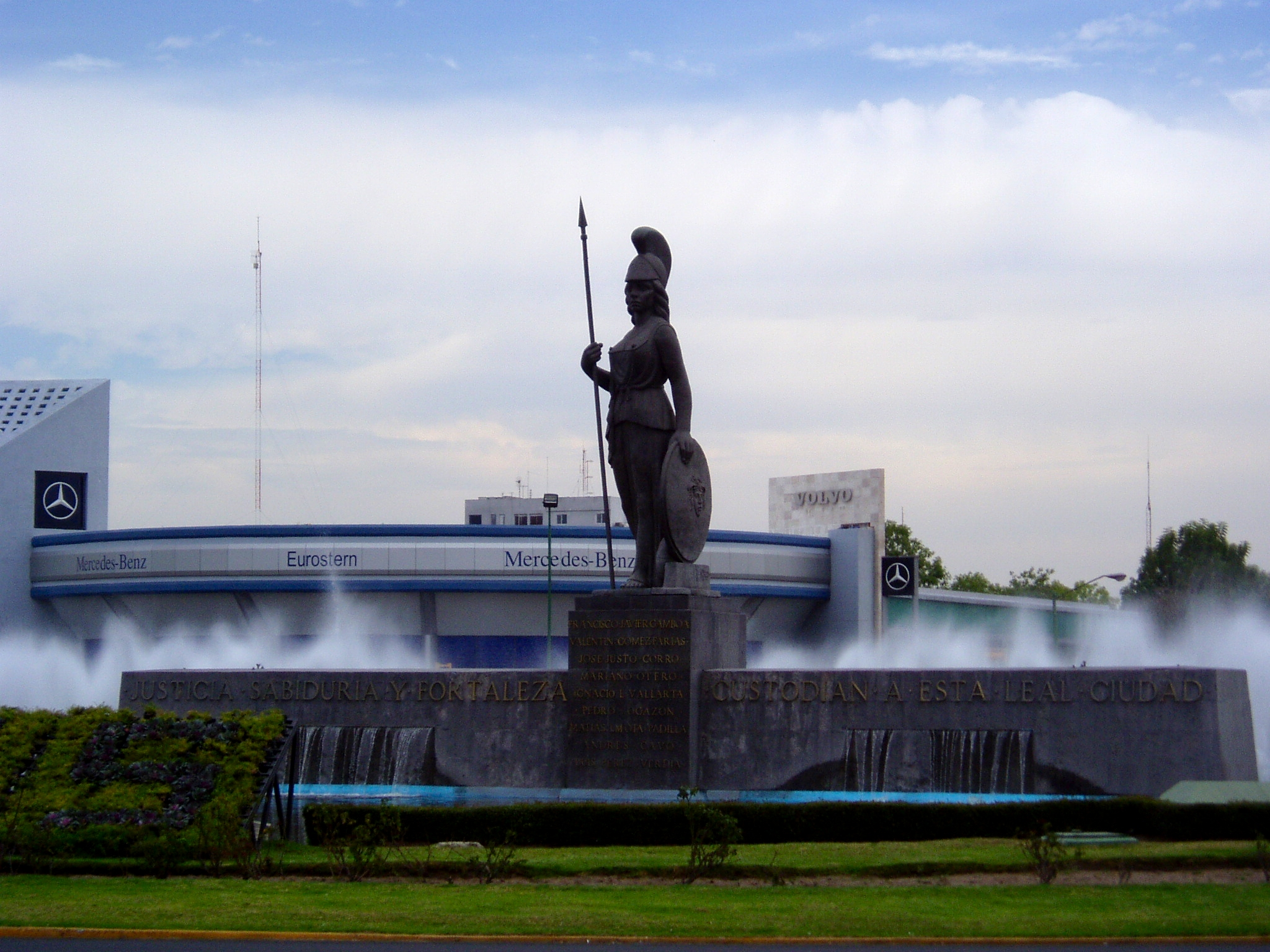
Statua e fontana della Minerva
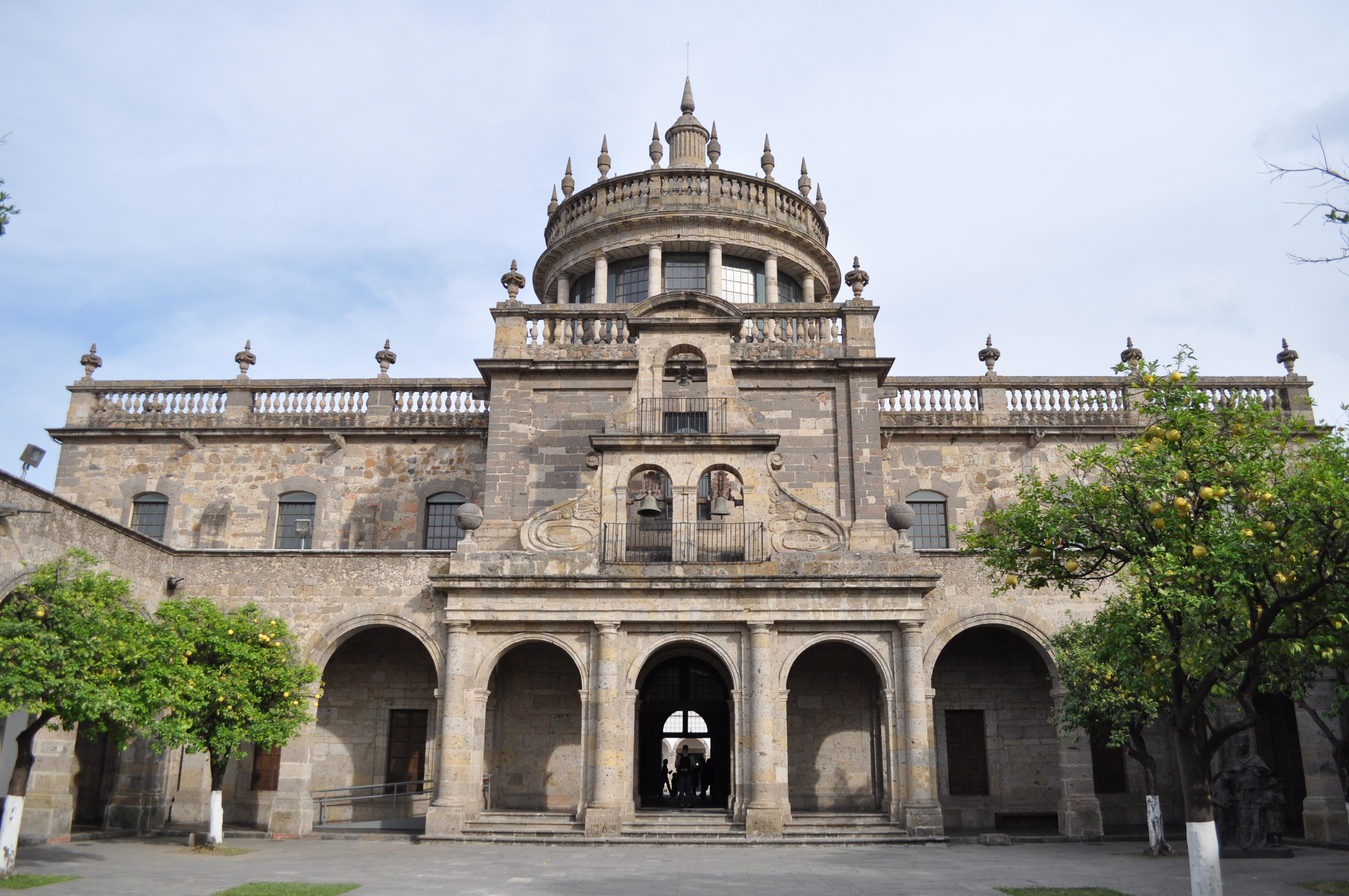
Facciata dell'Hospicio Cabañas
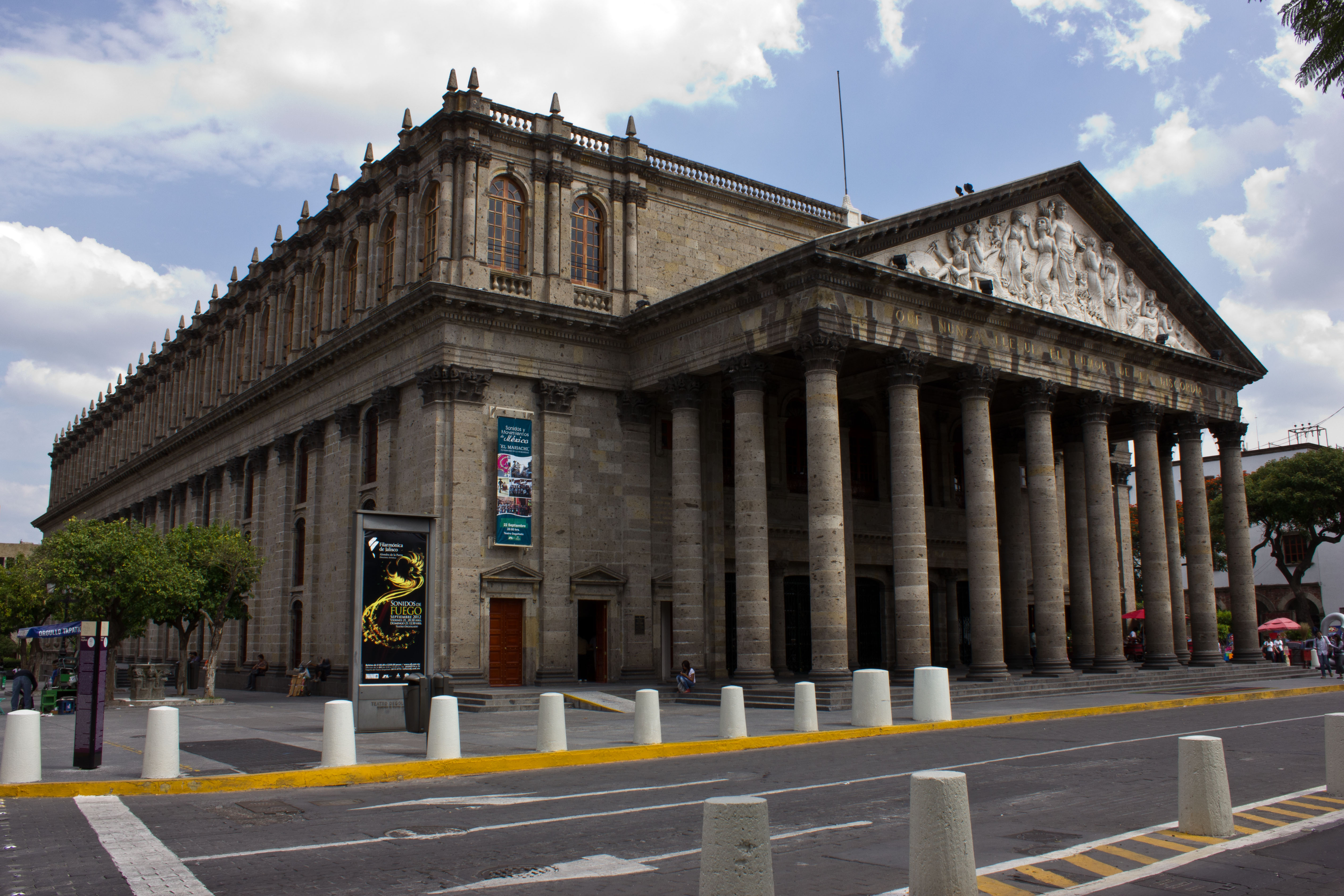
Teatro Degollado
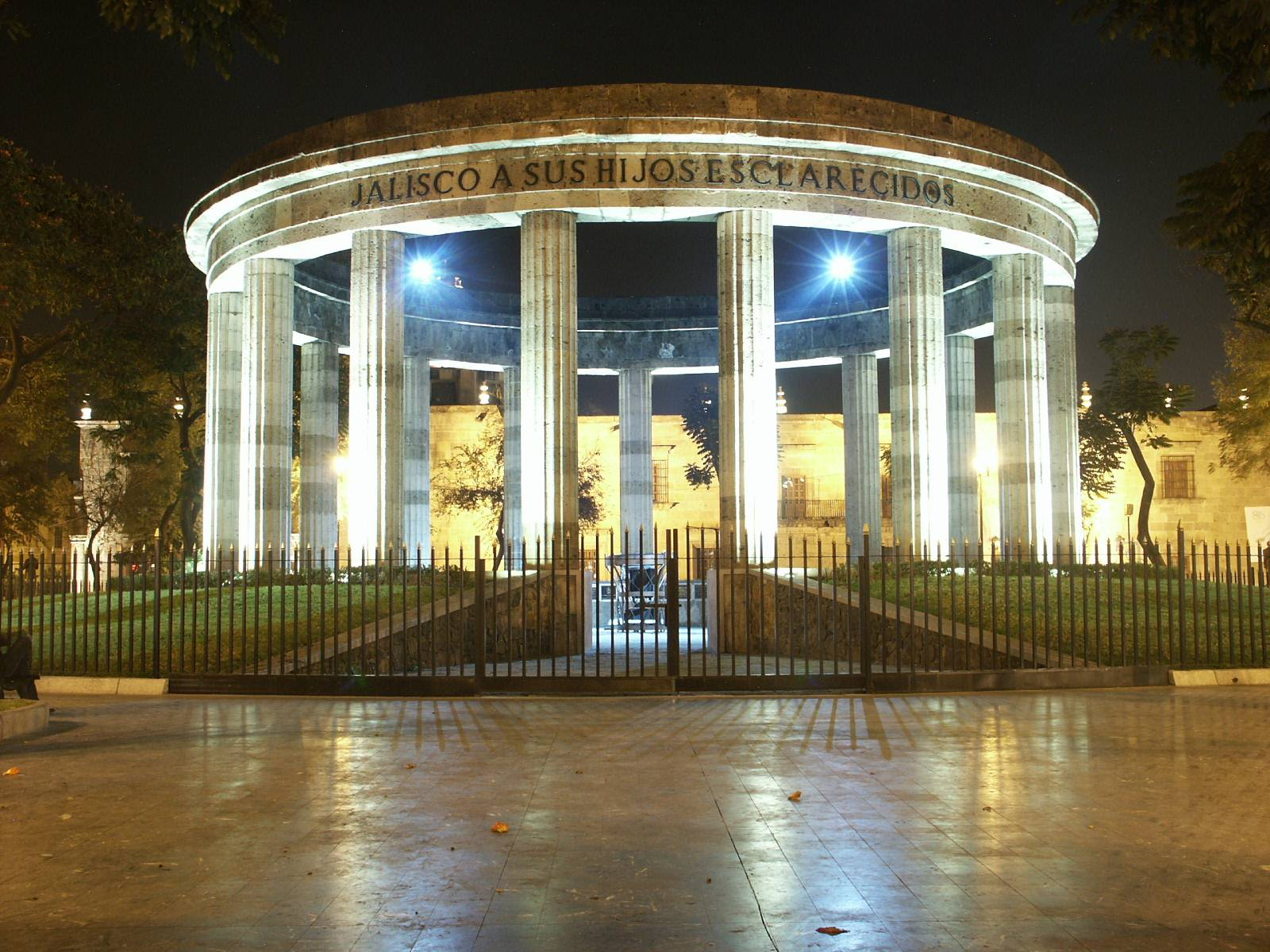
Rotonda degli Jaliscani illustri
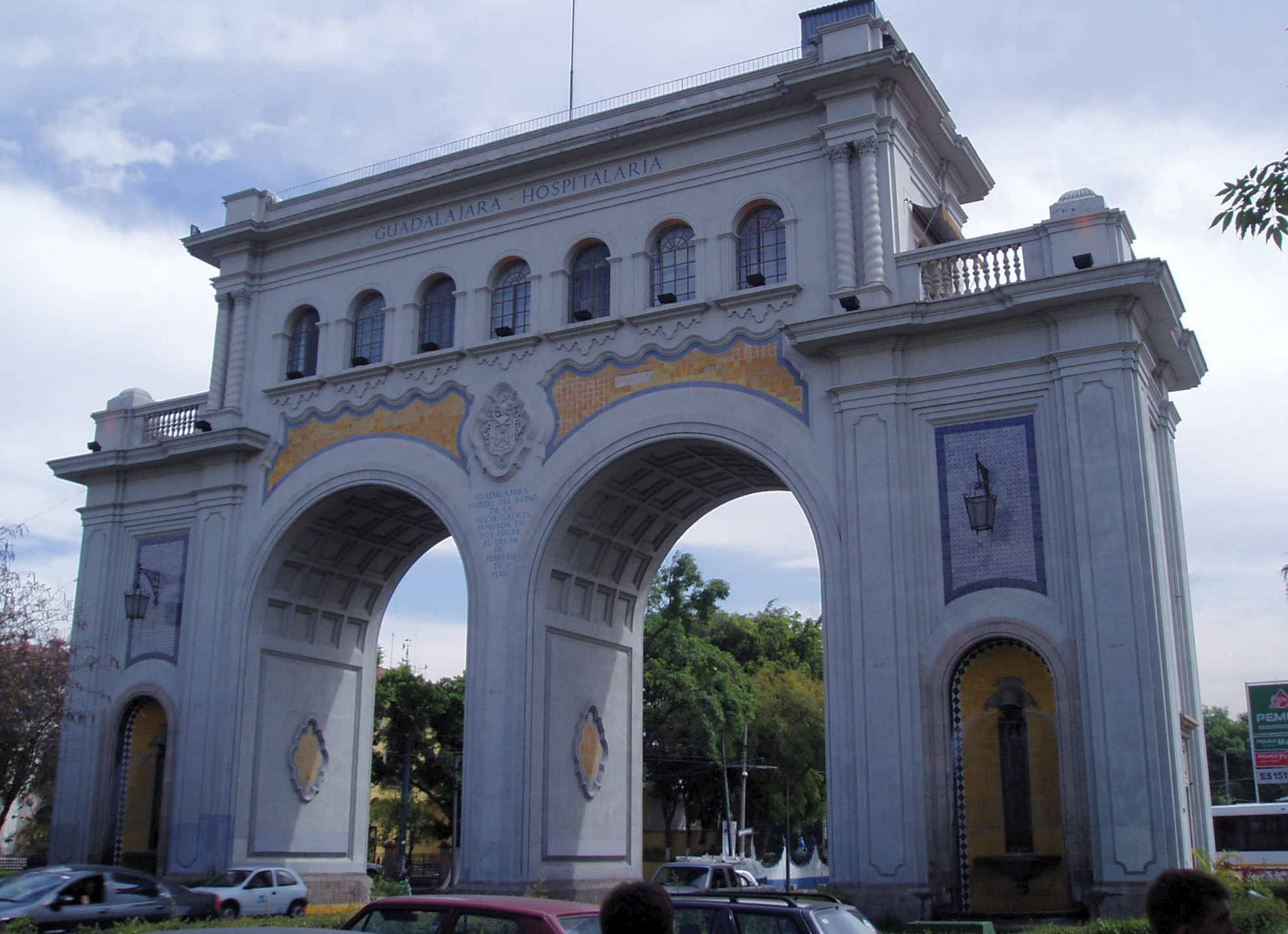
Gli archi di Guadalajara
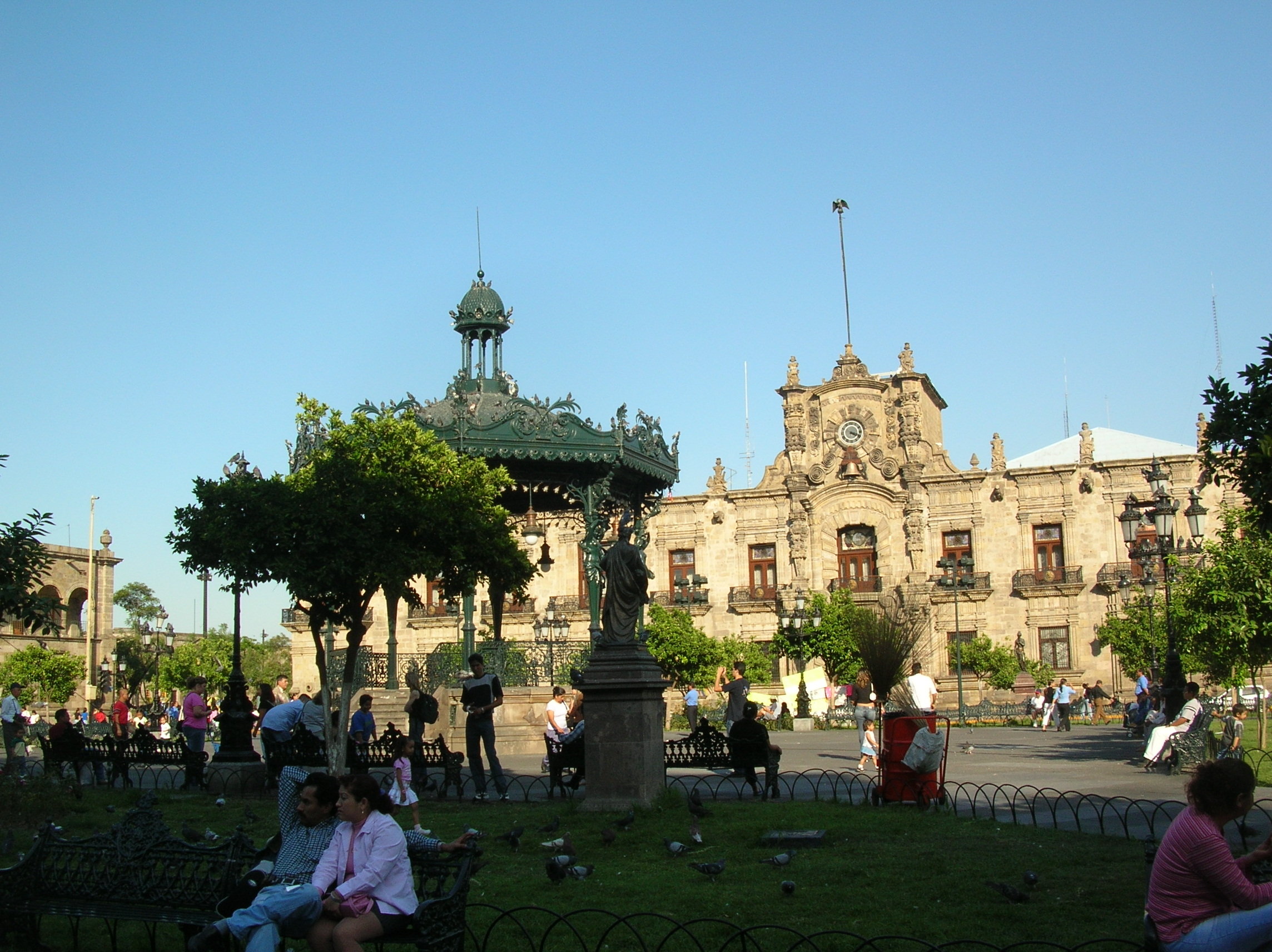
Palazzo del Governo e Plaza de Armas

## Economia
Lo stato di Jalisco è il principale produttore di tequila, qui vi è infatti insediato il maggior numero di distillerie di tequila da cui viene esportata in tutto il mondo.

## Infrastrutture e trasporti

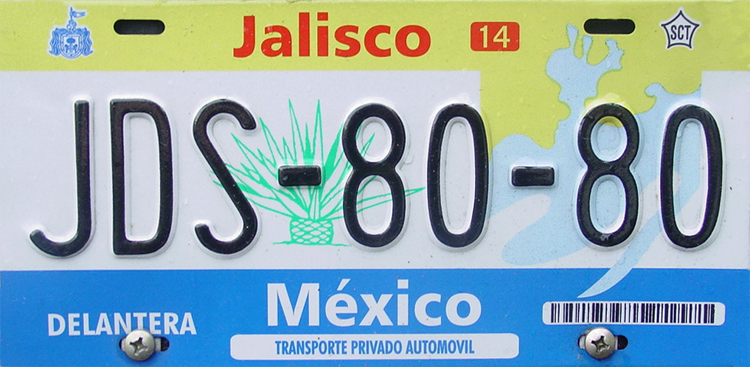
Targa automobilistica di Jalisco